# David Michôd
David Michôd est un réalisateur et scénariste australien né le 30 novembre 1972 à Sydney.

## Biographie
David Michôd voit sa carrière de réalisateur et scénariste prendre un élan notable, en 2010, avec Animal Kingdom (sorti en France en 2011), son premier long-métrage. L'histoire est centrée sur une famille de gangsters habitant la banlieue de Melbourne. Le film rencontre un succès critique et sera même adapté en série télévisée.  
En 2014, il revient avec The Rover, film dystopique porté par le duo Guy Pearce-Robert Pattinson. Le film est salué par la critique mais sera un échec au box-office.  
En 2017, il collabore avec Netflix et réalise War Machine, comédie satirique sur l’armée américaine.
En 2019, il collabore de nouveau avec la plateforme de streaming pour le film Le Roi (The King), adaptation libre de deux pièces de Shakespeare. Le film est salué par la critique pour sa technique et l'interprétation de Timothée Chalamet.
En 2022, il débute le tournage de Wizards! (en), toujours en attente de sortie. Il réalise ensuite Christy, film biographique sur la boxeuse Christy Martin (en) qui sera présenté au festival international du film de Toronto 2025.

## Filmographie

### Réalisateur

#### Courts métrages
- 2006 : Ezra White, LL.B.
- 2007 : Crossbow
- 2008 : Netherland Dwarf
- 2009 : Inside the Square (documentaire)

#### Documentaire
- 2008 : Solo (en),  documentaire sur Andrew McAuley coréalisé avec Jennifer Peedom

#### Longs métrages
- 2010 : Animal Kingdom
- 2014 : The Rover
- 2017 : War Machine
- 2019 : Le Roi (The King)
- 2025 : Christy
- prochainement : Wizards! (en)

### Scénariste
- 2008 : I Love Sarah Jane (court-métrage)
- 2011 : Hesher
- 2019 : Catch-22 (mini-série)
- 2025 : Christy